# همام يحيى
الدكتور همّام يحيى، طبيب نفسي فلسطيني، وباحث في الفكر والفلسفة، وهو أيضاً مؤلّف وشاعر. يشغل حالياً منصب المدير التنفيذي في الصحة النفسية في جامعة نيومكسيكو الأمريكية وأستاذاً مشاركاً في الجامعة ذاتها. حاصل على جائزة "ميلتون روزنباوم" لعام 2021، والتي تُمنَح لأعضاء هيئة التدريس في قسم الطب النفسي الذين يمثلون أفضل مثال في الإنتاجية والإبداع. له العديد من اللقاءات والمقابلات على شاشة قناة الجزيرة، والتلفزيون العربي، وبودكاست فنجان، وغيرهما من القنوات الرقمية، بالإضافة إلى العديد من المحاضرات في الجامعات والمؤتمرات العربية والعالمية.

## مساره العلمي
تدرّج الدكتور همام في المسار التعليمي كما يلي:
1. درس البكالوريوس في الدكتور في الطب (MD) في الجامعة الأردنية، عام 2010.

1. أكمل تدريبًا داخليًا في الطب النفسي للبالغين لمدة 4 سنوات في جامعة نيو مكسيكو.

1. حصل على البورد الأمريكي للطب النفسي والأعصاب عام 2018.

1. حصل على منحة زمالة الجمعية الأمريكية للتحليل النفسي.

1. حصل على شهادة الماجستير التنفيذي في إدارة الأعمال، عام 2023.

## خبرته العملية
تنوّعت خبرة الدكتور همّام في مجال التدريس في عدّة بلدان حول العالم، حيثُ بدأ العمل كمُحاضر في الجامعة العربية الامريكية في مدينة جنين في فلسطين عام 2011. ثم انتقل للعمل كطبيب في منظمة أطباء بلا حدود في مدينة عمّان في الأردن، وكان ذلك بين عامي 2013 و2014. بعد ذلك، وتحديداً في عام 2018 انتقل للعمل في قسم الطب النفسي، في جامعة نيو مكسيكو الأمريكية، وتنوّعت أدواره فيها، حيثُ شغل مناصب "المدير الطبي لخدمات المرضى الداخليين للبالغين" من ثمّ "مسؤولاً للجودة والسّلامة للخدمات السُّلوكية للبالغين"، واستقرّ به الأمر "مديراً تنفيذياً لخدمات الصحة السلوكية" وأستاذاً مشاركاً في مستشفيات جامعة نيو مكسيكو.

## المؤلفات والمنشورات
له العديد من المؤلّفات والمنشورات المطبوعة، مثل:
1. لماذا نكتئب وكيف نتعافى، في الصحة النفسية.

1. ما يفيد ومالا يفيد في الاكتئاب، في الصحة النفسية.

1. أهمية تعلم الأخلاقيات للأطباء النفسيين ومنهم: تأملات بين مدرس ومتدرب (بحث بالمشاركة مع آخرين).[7]

1. ديوان شعر: حوافّ.